# Шовире ле Вјеј
Шовире ле Вјеј (фр. Chauvirey-le-Vieil) насеље је и општина у источној Француској у региону Франш-Конте, у департману Горња Саона која припада префектури Везул.
По подацима из 2011. године у општини је живело 32 становника, а густина насељености је износила 9,5 становника/km². Општина се простире на површини од 3,37 km². Налази се на средњој надморској висини од 304 метара (максималној 341 m, а минималној 242 m).

## Демографија
| 1962. | 1968. | 1975. | 1982. | 1990. | 1999. | 2011. |
| ----- | ----- | ----- | ----- | ----- | ----- | ----- |
| 36    | 41    | 31    | 36    | 41    | 37    | 32    |

График промене броја становника у току последњих година